# SS Suevic
O SS Suevic foi um navio a vapor construído pelos estaleiros da Harland and Wolff em Belfast para a White Star Line. Era o quinto e último navio da Classe Jubilee, construído especificamente para servir na rota Liverpool–Cidade do Cabo–Sydney. O Suevic encalhou em 1907 na costa sul da Inglaterra, porém todos os seus passageiros e tripulantes foram salvos em uma das maiores operações de resgate desse tipo até então. O navio em si foi deliberadamente partido em dois, com uma nova proa sendo instalada na popa resgatada. O Suevic foi vendido para a companhia norueguesa Finnhval A/S para servir como baleeiro, sendo rebatizado de Skytteren.  Ele foi deliberadamente afundado perto da costa da Suécia em 1942 para que não fosse capturado por navios da Alemanha Nazista.